# Jean-Marie Marconot
Jean-Marie Marconot (1938-2021) est un sociolinguiste français.

## Biographie
Né le 17 août 1938 à Évette-Salbert, Jean-Marie Marconot suit des études de lettres classiques, théologie et linguistique, couronnées par un doctorat dans cette dernière discipline en 1987 (avec une thèse sous la direction de Robert Lafont). 
Assomptionniste, il s'installe dans le Gard en 1969. Il entre au Centre national de la recherche scientifique en 1982.
Il s'intéresse principalement à l'« anthropologie des quartiers », à la « question régionale » et à la Bible. Il a aussi signé trois essais sociologiques, et livré une anthologie des écrivains gardois en occitan.
À partir de 2005, il édite la Lettre et L'Almanach de Pissevin,.
Il meurt le 11 janvier 2021 à Nîmes.

## Ouvrages
- Comment ils prêchent : analyse du langage religieux, 22 sermons de Toussaint, Paris, Le Cerf, 1976  (ISBN 2-204-01049-9).
- L'Analyse de la conversation : le livre de Vauvert, Uchaud, Maison d'animation et de recherche populaire occitane, 1985  (ISBN 2-85792-042-3).
- La ZUP de Nîmes : son mode de vie, son langage, Montpellier, université Montpellier-III, 1988  (ISBN 2-905397-22-5).
- Avec Georges Gros, Nîmes : hier, demain, Nîmes, Lacour, 1990  (ISBN 2-86971-198-0).
- Nîmes : problèmes d'aujourd'hui, Nîmes, Lacour, 1994  (ISBN 2-910539-03-2).
- Trad. avec Georges Gros et Jean Roche de Jean Michel, L'Embarras de la foire de Beaucaire, Nîmes, Lacour, 1993  (ISBN 2-86971-808-X).
- Dir., Le Héros et l'héroïne bibliques dans la culture, Montpellier, université Montpellier-III, 1997  (ISBN 2-84269-066-4).
- Dir. avec Sydney Hervé Aufrère, L'Interdit et le sacré dans les religions de la Bible et de l'Égypte, Montpellier, université Montpellier-III, 1998  (ISBN 2-84269-266-7).
- Nimes, le quartier Gambetta : portrait social d'un quartier ancien, Nîmes, RIRESC, 1988  (ISBN 2-910539-06-7).
- Avec Catherine Guers et Jean-Louis Paoli, Pauvres bougres et bons enfants : le quartier Richelieu à Nîmes : l'inondation du 3 octobre 1988 et les événements qui suivirent, Nîmes, Lacour, 1991  (ISBN 2-86971-375-4).
- Habiter en garrigue, une tradition nîmoise : le quartier Russan-Terres de Rouvière : essai d'anthropologie, Montpellier, Les Presses du Languedoc, 1997  (ISBN 2-85998-183-7).
- Trad. avec Georges Gros d'Antoine Bigot, Li bourgadieiro, Montpellier, Les Presses du Languedoc, 1998  (ISBN 2-85998-185-3).
- Les Enfants de Saint-Gilles : leurs familles, leurs quartiers, Nîmes, RIRESC, 1998  (ISBN 2-910539-06-7).
- Dir. de Poèmes et écrits des quartiers, Montpellier, Fonds du livre et de l'édition régionale, 1999 (BNF 37169000).
- Dir. de Représentations des maladies et de la guérison dans la Bible et ses traditions, Montpellier, université Montpellier-III, 2001  (ISBN 2-84269-462-7).
- Avec Pascale Parat-Bézard, Derrière les ponts : les Marronniers et la route d'Arles, Possac-Chalvidan, Nîmes, RIRESC, 2001  (ISBN 2-910539-14-8)
- Entre ville et village : les récits de Saint-Gilles, Nîmes, RIRESC, 2001  (ISBN 2-910539-12-1).
- Avec Georges Gros, Figures nîmoises dans les contes : les lieux, les langues et les symboles, Nîmes, RIRESC, 2001  (ISBN 2-910539-13-X).
- Avec Pascale Parat-Bézard, De l'école au quartier : la culture des lieux, Nîmes, RIRESC, 2002  (ISBN 2-910539-16-4).
- Une école et son quartier : l'Enclos-Rey à Nîmes (postface Georges Gros), Montpellier, Fonds du livre et de l'édition régionale, 2002  (ISBN 2-910539-17-2).
- Les Cafés de la ville, Montpellier, Les Presses du Languedoc, 2004  (ISBN 2-85998-287-6).
- Trad. de Vie de saint Gilles : édition bilingue : texte et commentaire des Bollandistes, Nîmes, RIRESC, 2005  (ISBN 2-910539-24-5).
- Les Femmes et les Quartiers, Nîmes, RIRESC, 2005  (ISBN 2-910539-23-7).
- Avec Jean-Louis Paoli, Les Balcons de la ville, Nîmes, RIRESC, 2005  (ISBN 2-910539-22-9).
- Avec René Blanès et Hervé Moula (photogr. Jean-Louis Paoli), Le Problème du logement, Nîmes, RIRESC, 2006  (ISBN 2-910539-25-3).
- Éd. de Tradition des poètes nîmois : Jean Michel (1603-1689), Jean Reboul (1796-1864), Antoine Bigot (1825-1897), Nîmes, RIRESC, 2007  (ISBN 2-910539-34-2).
- Pissevin : mémoire d'un quartier et question urbaine, Nîmes, RIRESC, 2007  (ISBN 2-910539-30-X).
- Avec Jean-Marie Auzias, Anthropologie occitane, Nîmes, RIRESC, 2007  (ISBN 2-910539-32-6).
- Avec Étienne Bovet (photogr. Odile Ferrua), Vers-Pont-du-Gard, Nîmes, RIRESC, 2008  (ISBN 2-910539-36-9).
- Trad. de Jean Michel, Les Derniers Poèmes, Nîmes, RIRESC, 2008  (ISBN 2-910539-35-0).
- Saint-Gilles, l'abbatiale romane (photogr. Jean-Louis Paoli), Nîmes, RIRESC, 2008  (ISBN 2-910539-37-7).
- Les Communautés maghrébines : contraintes et cultures, Nîmes, RIRESC, 2009  (ISBN 2-910539-41-5).
- Nîmes : almanach des quartiers, Nîmes, RIRESC, 2010  (ISBN 2-910539-44-X).
- Dir. avec Bernard Tabuce, La Bible et la guerre, la non-violence, Montpellier, Presses universitaires de la Méditerranée, 2011  (ISBN 978-2-84269-913-0).
- Redessan : le vin des Tabernolles, Nîmes, RIRESC, 2012  (ISBN 978-2-910539-55-9).
- Avec René Blanès, Les Copropriétés : importance et problèmes, Nîmes, RIRESC, 2012  (ISBN 978-2-910539-56-6).
- Avec René Blanès, L'Entr'aide gardoise : 40 ans de logements foyers, Nîmes, RIRESC, 2013  (ISBN 978-2-910539-59-7).
- HLM, copropriétés et lotissements, les élections, Nîmes, RIRESC, 2014  (ISBN 978-2-910539-65-8).
- Garrigue, capitelles et masets : études et poèmes, Nîmes, RIRESC, 2015  (ISBN 978-2-910539-68-9).
- Avec Karim Agniel et Brahim Alouane, Espoir et Banlieue : chronique d'une association, Nîmes, RIRESC, 2016  (ISBN 978-2-910539-72-6).
- Le Journal de quartier : études et documents, Nîmes, RIRESC, 2016  (ISBN 978-2-910539-73-3).
- Le Graffe, le rap et le slam : société et culture, Nîmes, RIRESC, 2017  (ISBN 978-2-910539-75-7).
- La Banlieue, les quartiers, Nîmes, Lacour, 2017  (ISBN 978-2-7504-4656-7).
- Un quartier et ses associations, Pissevin à Nîmes, Lacour, 2018  (ISBN 978-2-7504-4891-2).
- Nîmes : almanach des quartiers, Lacour, 2019  (ISBN 978-2-7504-4865-3).
- L'Avenir des quartiers : langues et cafés, Lacour, 2019  (ISBN 978-2-7504-4989-6).
- Conciles et sermons dans les régions, Lacour, 2020  (ISBN 978-2-7504-5147-9)  — comprend deux articles : « Aspects de la première église : les conciles régionaux » ; et « Un prédicateur de l'Ancien Régime, Carrelet à Dijon (XVIIIe siècle : les sermons de la pauvreté ».